# Vauxhall Belmont
Der Vauxhall Belmont war ein Pkw-Modell des britischen Herstellers Vauxhall. Er wurde von 1985 bis 1991 gebaut und stellte das Stufenheck-Pendant zum Vauxhall Astra Mk. 2 dar. Durch den eigenständigen Namen wollte man den Wagen oberhalb des Astra platzieren und sich am Hauptkonkurrenten Ford orientieren, der mit seinem ebenfalls oberhalb des Escort positioniertem Ford Orion auf der Insel sehr erfolgreich war. 
Da aber die Verwandtschaft mit dem Astra zu offensichtlich war – außerhalb Großbritanniens wurden ohnehin beide als Opel Kadett verkauft – entschloss man sich beim Modellwechsel 1991 auch in England die Namen der Modelle zu vereinheitlichen und als Vauxhall Astra zu vermarkten.